# Octopus macropus

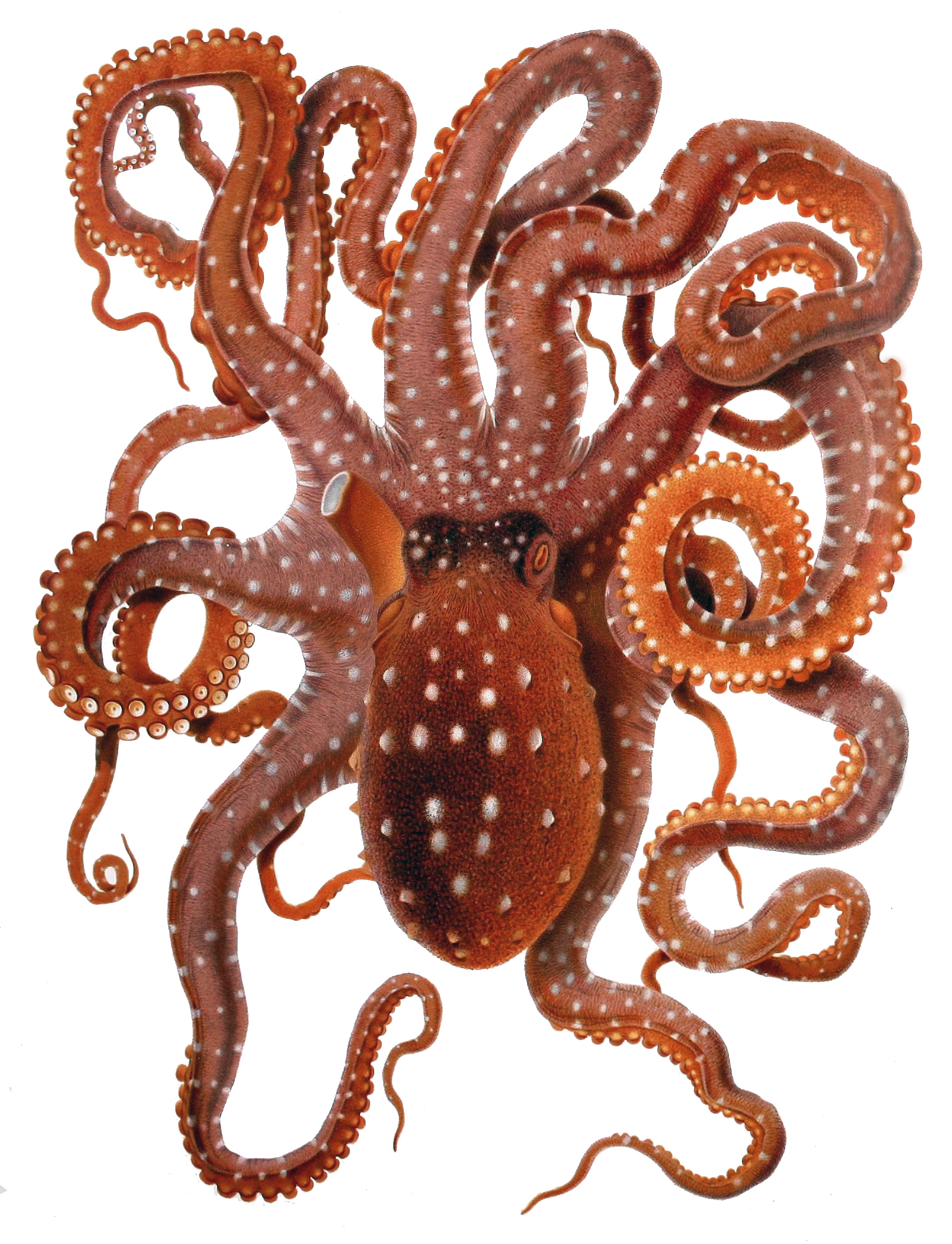
Octopus macropus

Octopus macropus, cũng gọi là Bạch tuộc đốm trắng Đại Tây Dương, bạch tuộc đốm trắng, bạch tuộc cỏ, là một loài bạch tuộc bản địa ít nhất là ở Đại Tây Dương. Một loài bạch tuộc tương tự từ Biển Caribbe đôi khi được xác định là O. macropus, dù mối qua hệ giữa hai taxa vẫn chưa được giải quyết.
O. macropus có vỏ áo dài 15 cm với tua dài quá 1 m.

## Hình ảnh

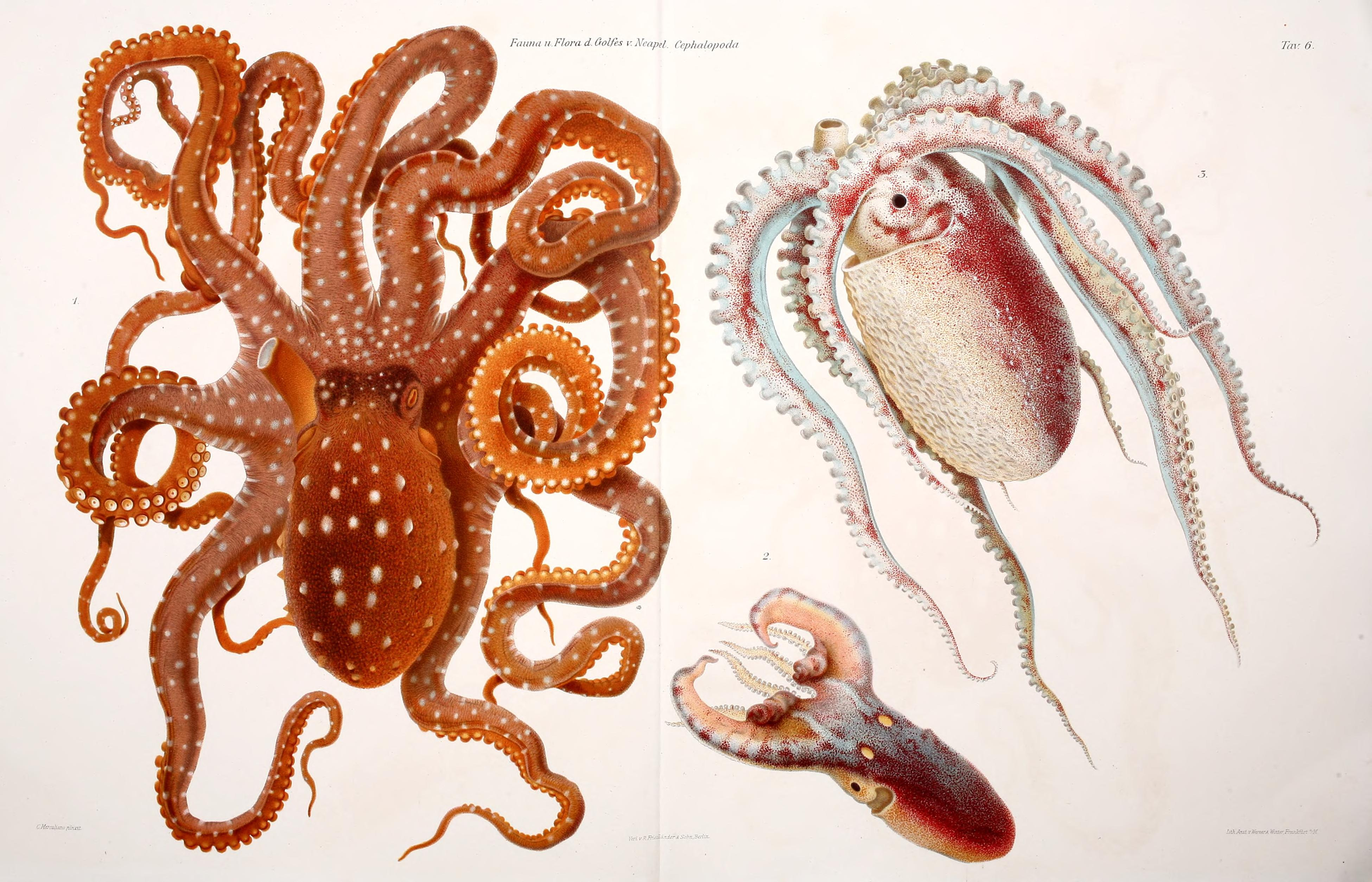
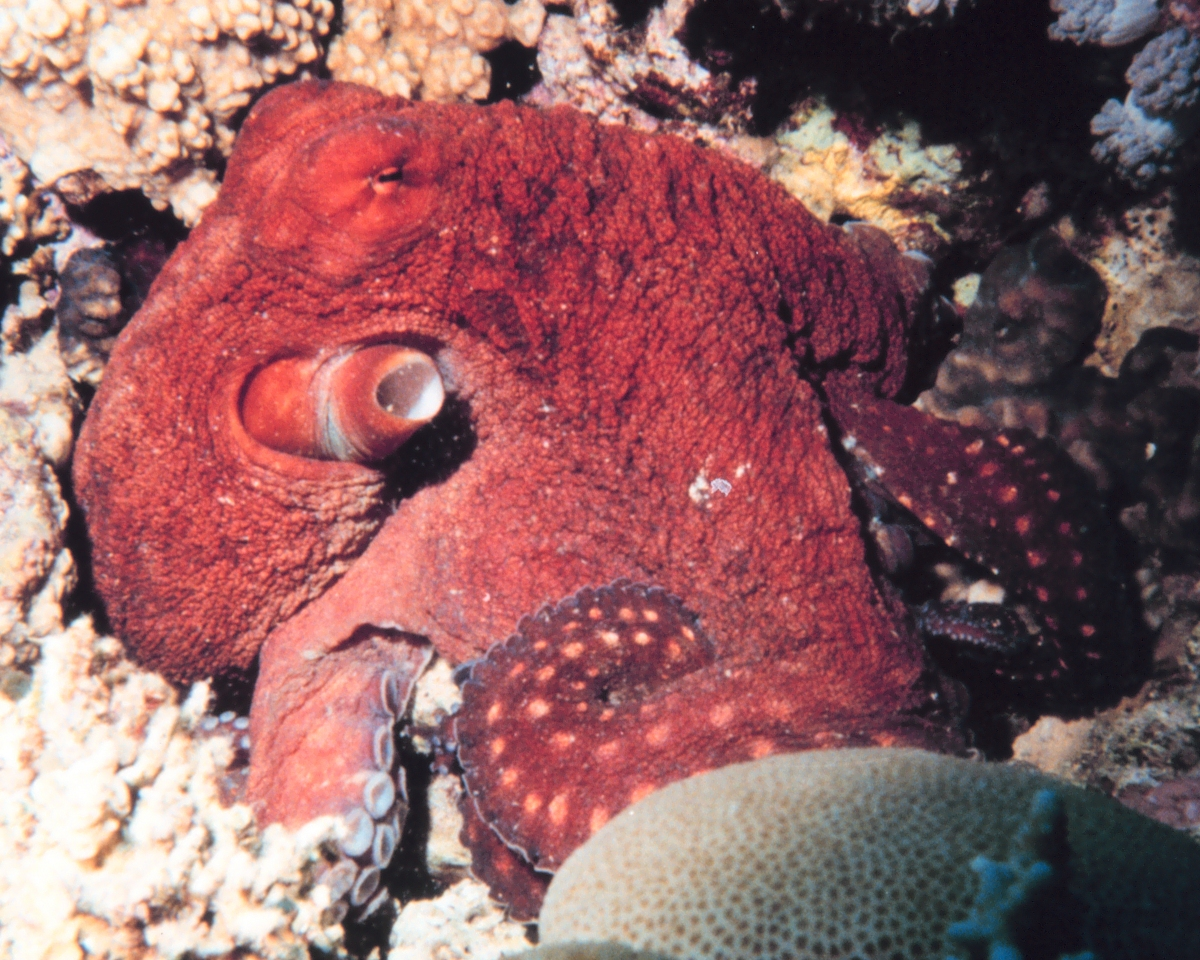
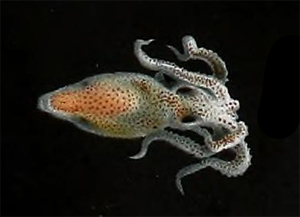
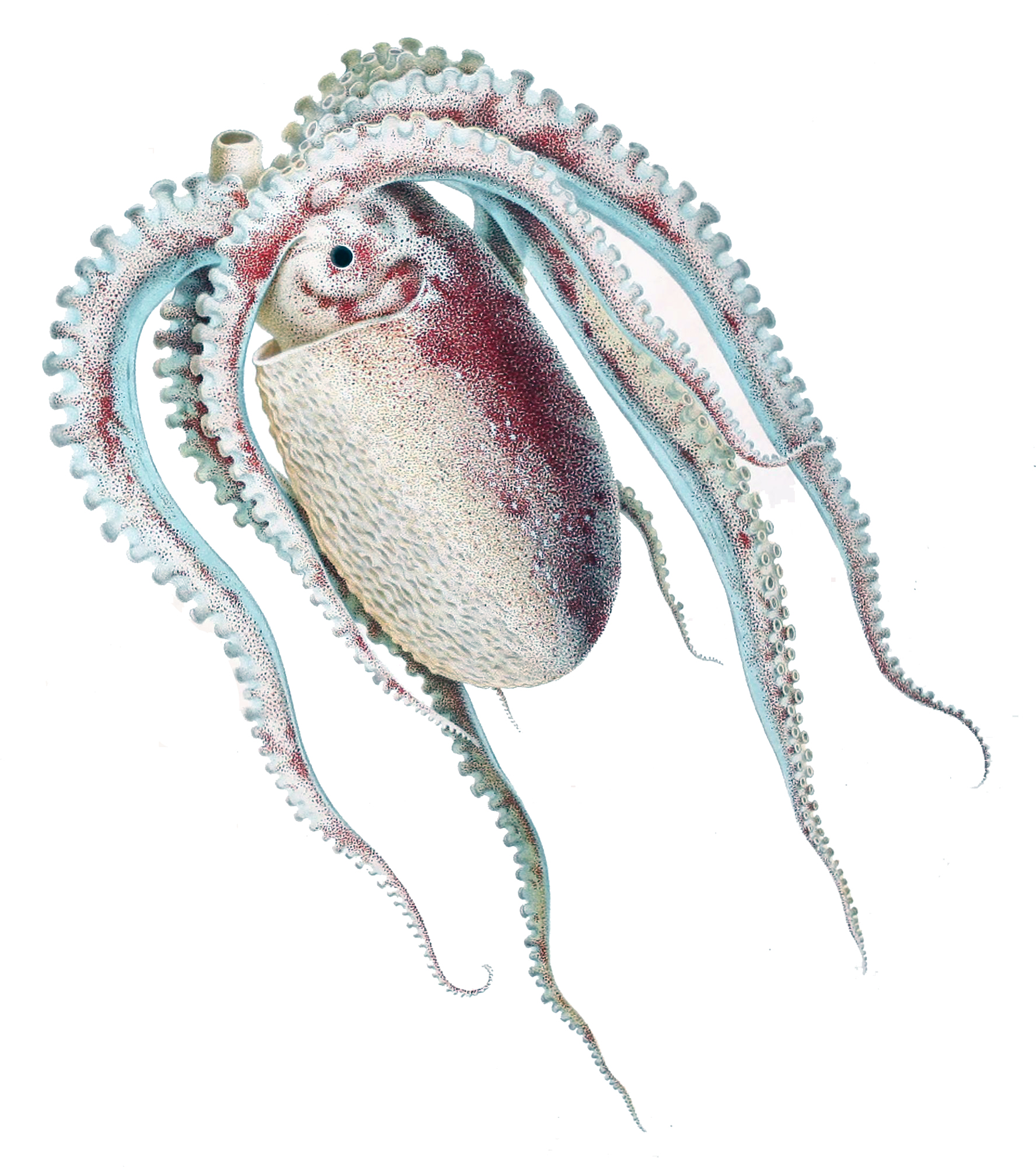